# فيسباسيان (البرازيل)
فيسباسيان هي بلدية في البرازيل، تتبع ميناس جرايس، بلغ عدد سكانها 104,527  نسمة في 2010، تبلغ مساحتها 70.108 كيلومتر مربع.

## الموقع
تشترك في الحدود مع:
- São José da Lapa [الإنجليزية]‏.

## أعلام
- إدير دي اسيس
- دودو